# 더 볼드 앤 더 뷰티풀
《더 볼드 앤 더 뷰티풀》(영어: The Bold and the Beautiful, 약어 B&B)은 CBS에서 1987년 3월 23일부터 현재까지 방영되고 있는 미국의 연속극이다. 2010년 세계에서 가장 많이 시청한 낮 시간대 연속극(Most popular Daytime TV Soap)으로 기네스 세계 기록에 등재되었다.
자매극으로 《더 영 앤 더 레스트리스》(1973-현재)가 있다.

## 개요
디자인에 재능이 있고 자금 동원에 유능한 스테퍼니 더글러스, 에릭 포러스터 두 남녀가 결혼해서 함께 만든 로스앤젤레스 패션 기업 포러스터 크리에이션스(Forrester Creations)는 국제적인 명성을 얻어가며 성공을 거둔다. 이들은 리지, 손, 크리스틴, 펄리샤 4명의 자녀를 둔 행복한 가정을 꾸리지만 엄청난 부와 권력 속에 숨겨져 있는 비밀들이 드러나게 된다.

## 출연진
현재 메인 성 A-Z
- 매슈 앳킨슨 - 토머스 포러스터 역 (2019-현재)
- 킴벌린 브라운 - 실라 카터 역 (1992-98, 2002-03, 2017-18, 2021-현재)
- 리베카 버디그 - 테일러 헤이스 역 (2024-현재)
- 스콧 클리프턴 - 리엄 스펜서 역 (2010-현재)
- 돈 디어몬트 - 브래드 칼턴 (1993) / 빌 스펜서 주니어 (2009-현재) 역
- 숀 케이넌 - 디컨 샤프 역 (2000-05, 2012, 2014-17, 2021-현재)
- 토르스텐 카이에 - 리지 포러스터 역 (2013-현재)
- 캐서린 켈리 랭 - 브룩 로건 포러스터 역 (1987-현재)
- 존 매쿡 - 에릭 포러스터 역 (1987-현재)
- 헤더 톰 - 케이티 로건 역 (2007-현재)
- 재클린 매키니스 우드 - 스테피 포러스터 피니건 역 (2008-13, 2015-현재)

그 외 성 A-Z
- 제인 에이커 - 윌 스펜서 역 (2013-18)
- 말라 애덤스 - 베스 로건 역 (1991)
- 크리스타 앨런 - 셸리 역 (1995) / 테일러 헤이스 역 (2021-23)
- 텍사스 배틀 - 마커스 포러스터 역 (2008-13)
- 주디스 볼드윈 - 베스 로건 역 (1987)
- 대린 브룩스 - 와이엇 스펜서 역 (2013-24)
- 낸시 버넷 - 베스 로건 역 (1987-89, 1994, 1996-98, 2000-01)
- 믹 케인 - C.J. 개리슨 역 (1997-2004, 2007, 2010, 2017)
- 브라이언 패트릭 클라크 - 스톤 로건 역 (1990-91)
- 달린 콘리 - 샐리 스펙트라 역 (1987-2007)
- 잭 콘로이 - 올리버 존스 역 (2010-15)
- 퍼트리카 다보 - 셜리 스텍트라 역 (2017-18)
- 레인 데이비스 - 리지 포러스터 역 (1992)
- 윌리엄 더브라이 - 스톰 로건 역 (2006-08, 2012)
- 콜린 디온스코티 - 펄리샤 포러스터 역 (1990-92, 1997, 2004)
- 레슬리앤 다운 - 재키 머로니 역 (2003-12)
- 패트릭 더피 - 스티븐 로건 역 (2006-11, 2022)
- 보비 이크스 - 메이시 알렉산더 역 (1989-2003)
- 샌드라 퍼거슨 - 브룩 로건 역 (1997)
- 수전 플래너리 - 스테퍼니 포러스터 역 (1987-2012, 2018)
- 에이드리엔 프랜츠 - 앰버 무어 역 (1997-2013)
- 제니퍼 개러이스 - 도나 로건 역 (2006-현재)
- 피니건 조지 - 윌 스펜서 역 (2018-19)
- 린지 고드프리 - 캐럴라인 스펜서 역 (2012-18)
- 코트니 그로즈벡 - 코코 스펙트라 역 (2017-18)
- 윈저 하먼 - 손 포러스터 역 (1996-2016, 2022-23)
- 셰이 해리슨 - 달라 포러스터 역 (1989-2007, 2014-15)
- 캐서린 히클런드 - 브룩 로건 역 (1987)
- 코트니 호프 - 샐리 스펙트라 역 (2017-20)
- 조애나 존슨 - 캐럴라인 스펜서 포러스터 역 (1987-90, 1992, 2001) / 캐런 스펜서 역 (1991-94, 2009, 2011-14)
- 레슬리 케이 - 펄리샤 포러스터 역 (2005-14, 2016)
- 카일 라우더 - 릭 포러스터 역 (2007-11)
- 테리 앤 린 - 크리스틴 포러스터 역 (1987-90, 1992-94)
- 조지프 매스콜로 - 마시모 머로니 역 (2001-06)
- 대니얼 맥비커 - 클라크 개리슨 역 (1987-92, 1996-2009)
- 트레이시 멜키오 - 크리스틴 포러스터 역 (2001-09, 2012-13, 2017)
- 캐리 미첨 - 도나 로건 역 (1987-91, 1994-95, 2001)
- 칼라 모즐리 - 마이아 어반트 역 (2013-19)
- 론 모스 - 리지 포러스터 역 (1987-2012)
- 클레이턴 노크로스 - 손 포러스터 (1987-89)
- 에런 파이퍼스 - 리지 포러스터 역 (2020)
- 로버트 파인 - 스티븐 로건 역 (1988, 1994, 1996-98, 2001)
- 잉고 라데마허 - 손 포러스터 역 (2017-19)
- 로빈 라이커 - 베스 로건 역 (2008-10)
- 메리 셸던 - 도나 로건 역 (2001)
- 낸시 슬론 - 케이티 로건 역 (1987-89, 1991, 1994-98, 2000-01, 2003-04)
- 짐 스톰 - 빌 스펜서 시니어 역 (1987-94, 1997, 2000, 2003, 2009)
- 마이클 스완 - 애덤 알렉산더 역 (1998-2003)
- 저스틴 토킬슨 - 릭 포러스터 역 (1999-2006)
- 제프 트랙타 - 손 포러스터 역 (1989-96)
- 헌터 타일로 - 테일러 헤이스 역 (1990-2002, 2004-14, 2018-19)
- 잭 와그너 - 닉 머로니 역 (2003-12, 2022, 2025)
- 이선 웨인 - 스톰 로건 역 (1987-89, 1994, 1998, 2000-01, 2003)
- 셰릴린 월터 - 테일러 헤이스 역 (1990)
- 앨릭스 와이즈 - 솔 파인버그 역 (2017-18)
- 제이컵 영 - 릭 포러스터 역 (1997-99, 2011-18)